# Faumont
Faumont település Franciaországban, Nord megyében. Lakosainak száma 2255 fő (2022. január 1.). Faumont Bersée, Coutiches, Flines-lez-Raches, Moncheaux, Mons-en-Pévèle, Râches és Raimbeaucourt községekkel határos.

## Népesség
A település népességének változása:
| Lakosok száma | 2135 | 2150 | 2212 | 2172 | 2191 | 2213 | 2235 | 2251 | 2255 |
|               | 2013 | 2015 | 2016 | 2017 | 2018 | 2019 | 2020 | 2021 | 2022 |